# 아핀성에 대한 세르 정리
대수 기하학에서, 아핀성에 대한 세르 정리 (또한 세르의 아핀성에 대한 세르 코호몰로지 특성화 또는 아핀성에 대한 세르 판정법이라고도 함)는 스킴이 아핀이기 위한 충분한 조건을 제공하는 장 피에르 세르의 정리이다. 이 정리는 1957년 세르에 의해 처음 출판되었다

## 진술
{\displaystyle X}를 층 구조 {\displaystyle O_{X}}가 주어진 스킴이라 하자. 만약에
(1) {\displaystyle X}가 준콤팩트이고,
(2) {\displaystyle O_{X}}-가군의 모든 준콤팩트 이데알 층 {\displaystyle I} 에 대해, {\displaystyle H^{1}(X,I)=0}
이면 {\displaystyle X}는 아핀이다.

## 관련 결과
- 이 정리의 특별한 경우는 {\displaystyle X}가 대수 다형체 일 때 발생하며, 이 경우 정리의 조건은 {\displaystyle X} 가 아핀 다형체임을 의미한다.
- 유사한 결과는 {\displaystyle X}에 대해 더 엄격한 조건 {\displaystyle H^{1}(X,I)=0}에 대해 더 느슨한 조건을 갖는다. {\displaystyle X}가 유한 유형의 이데알 {\displaystyle I}의 준연접층에 대해 {\displaystyle H^{1}(X,I)=0}이면 {\displaystyle X}는 아핀이다.[4]

## 참조
1. ↑  Stacks 01XF.
2. ↑  Serre (1957).
3. ↑  Stacks 01XF.
4. ↑  Stacks 01XE, Lemma 29.3.2.

## 참고문헌
- Hartshorne, Robin (1977), 《Algebraic Geometry》, Graduate Texts in Mathematics 52, New York: Springer-Verlag, ISBN 978-0-387-90244-9, MR 0463157
- Serre, Jean-Pierre (1957). “Sur la cohomologie des variétés algébriques”. 《J. Math. Pures Appl.》. Series 9 36: 1–16. Zbl 0078.34604.
- The Stacks Project authors. “Section 29.3 (01XE):Vanishing of cohomology—The Stacks Project”.
- The Stacks Project authors. “Lemma 29.3.1 (01XF)—The Stacks Project”.
- Ueno, Kenji (2001). 《Algebraic Geomety II: Sheaves and Cohomology》. Translations of Mathematical Monographs 197. AMS. ISBN 978-0-8218-1357-7.